# Храм Покрови Пресвятої Богородиці (Новояворівськ)
Церква Покрови Пресвятої Богородиці — культова споруда у місті Новояворівськ Яворівського району Львівської області.

## Опис
Церква з високою дзвіницею розташована в оточенні багатоповерхової забудови житлового мікрорайону Новояворівська. Центрально п'ятибанна церква запроєктована в давніх українських традиціях храмобудування в формі рівнораменного грецького Хреста з притвором і великими Хорами над ним з'єднаним переходом в дах з допоміжними приміщеннями розташованими у дзвіниці. Дзвіниця п'ятиярусна з високою сигнатурою і цокольним поверхом для технічних приміщень. На трьох перших ярусах розміщенні канцелярія, приміщення для хору, архів церкви, та інше. Четвертий ярус займають приміщення теплового вузла. Покриття півсфер куполів передбачені під позолоту. На фасадній стіні головного входу запроєктовані ніші для мозаїчних образів та для встановлення кам'яних скульптурних рельєфів Всіх Святих Землі Української. У високому відкритому об'ємі п'ятого ярусу передбачено розташування дзвонів на багатьох рівнях.
16 липня 2000 року архієпископ Дрогобицький і Самбірський Феодосій освятив наріжний камінь під будівництво храму Святої Покрови у Новояворівську. Храм будують у стилі українського бароко з елементами архітектурних традицій Карпатського регіону. Архітектор — М. Федик.
Настоятель храму митр. прот. Іоан Березовий. Йому допомагають — протоієрей Іоан Цап та ієрей Назарій Колиняк.
Церква перебуває у користуванні громади ПЦУ.